# باشگاه فوتبال سونگ لام نه آن
باشگاه فوتبال سونگ لام نه آن که به اختصار با نام سونگ لام نه آن یا اس‌ال‌ان‌ای شناخته می‌شود، یک باشگاه فوتبال حرفه‌ای از وی‌لیگ ویتنام است که در ورزشگاه وین در وین، استان نه آن، ویتنام بازی می‌کند. این باشگاه عناوین زیادی را در لیگ برتر ویتنام، جام حذفی ویتنام، سوپر جام ویتنام و همچنین مسابقات جوانان کسب کرده است و یکی از باشگاه‌هایی است که بیشترین بازیکن را به تیم ملی فوتبال ویتنام ارائه می‌دهد. تاکنون، سونگ لام نه آن سنت استفاده از بازیکنان داخلی را داشته است که بازیکنانی از مرکز تمرینی خود باشگاه هستند. تقریباً همه این بازیکنان اهل نه آن و بقیه اهل ‌ها تین هستند، بنابراین می‌توان این باشگاه را غیرمعمول‌ترین باشگاه ویتنام دانست. آنها نخستین و تنها تیمی هستند که در لیگ برتر به ۱۰۰۰ امتیاز رسیده‌اند.